# گمینا رازانوو (شهرستان مواوا)
گمینا رازانوو (شهرستان مواوا) (به لهستانی:  Gmina Radzanów) یک گمینا در لهستان است که در شهرستان مواوا واقع شده‌است. گمینا رازانوو ۹۸٫۷ کیلومتر مربع مساحت و ۳٬۵۰۳ نفر جمعیت دارد.